# Seznam hudebníků okolo Franka Zappy
Toto je seznam hudebníků, kteří spolupracovali s Frankem Zappou.

## A
| Jméno             | Rok(y)                                  | Spolupráce | Nástroj          |
| ----------------- | --------------------------------------- | --- | ---------------- |
| Murray Adler      | 1978, 1996                              | Studio Tan, Läther | Housle           |
| Phyllis Altenhaus | 1987                                    | Uncle Meat | Hlasy            |
| Mike Altschul     | 1972, 1978–1981, 1996, 2004, 2007, 2008 | Waka/Jawaka, The Grand Wazoo, Studio Tan, Orchestral Favorites, Tinseltown Rebellion, Läther, QuAUDIOPHILIAc, Wazoo, One Shot Deal | Dřevěné nástroje |
| Jay Anderson      | 1983–1985                               | The Man from Utopia, Thing-Fish, Cruising with Ruben & the Jets (1985 Remix)                                                       | Baskytara        |
| Peter Arcaro      | 1962, 1996                              | The Lost Episodes | Trubka, dirigent |
| Harold Ayres      | 1968                                    | Lumpy Gravy | Housle           |

## B
| Jméno                 | Rok(y)                                                                                              | Spolupráce | Nástroj                                               |
| --------------------- | --------------------------------------------------------------------------------------------------- | --- | ----------------------------------------------------- |
| John Balkin           | 1967–1970                                                                                           | Absolutely Free, Lumpy Gravy, Burnt Weeny Sandwich | Baskytara                                             |
| Spider Barbour        | 1968, 1985, 1994                                                                                    | We're Only in It for the Money, Lumpy Gravy, Frank Zappa Meets the Mothers of Prevention, Civilization, Phaze III | Hlasy                                                 |
| Philip Barnett        | 1962, 1996                                                                                          | The Lost Episodes | Hoboj, anglický roh                                   |
| Gary Barone           | 1972, 2006, 2008                                                                                    | Imaginary Diseases, One Shot Deal | Trubka, křídlovka                                     |
| Benjamin Barrett      | 1968                                                                                                | Freak Out! | Housle                                                |
| Arthur Barrow         | 1979–1985, 1988, 1991–1992, 1996, 1997, 2003, 2006, 2007, 2008                                      | Joe's Garage, Tinseltown Rebellion, Shut Up 'n Play Yer Guitar, You Are What You Is, Ship Arriving Too Late to Save a Drowning Witch, The Man from Utopia, Them or Us, Thing-Fish, We're Only in It for the Money (1985 Remix), Cruising with Ruben & the Jets (1985 Remix), Frank Zappa Meets the Mothers of Prevention, Guitar, You Can't Do That on Stage Anymore, Vol. 1, You Can't Do That on Stage Anymore, Vol. 4, You Can't Do That on Stage Anymore, Vol. 6, The Lost Episodes, Frank Zappa Plays the Music of Frank Zappa: A Memorial Tribute, Have I Offended Someone?, Halloween, Trance-Fusion, Buffalo, One Shot Deal | Baskytara, varhany, klávesy, kytara, syntezátor, zpěv |
| Massimo Bassoli       | 1987, 1989                                                                                          | Uncle Meat (1987 Version), You Can't Do That on Stage Anymore, Vol. 3 | Hlasy, zpěv                                           |
| Edwin V. Beach        | 1966                                                                                                | Freak Out! | Violoncello                                           |
| Bobby Beausoleil      | 1966                                                                                                | Freak Out! | Zpěv                                                  |
| Adrian Belew          | 1977–1978, 1983, 1988, 1989, 1992, 1996, 1997, 2004, 2006, 2008                                     | Sheik Yerbouti, Baby Snakes, You Can't Do That on Stage Anymore, Vol. 1, You Can't Do That on Stage Anymore, Vol. 3, You Can't Do That on Stage Anymore, Vol. 6, Have I Offended Someone?, QuAUDIOPHILIAc, Trance-Fusion, One Shot Deal | Kytara, zpěv                                          |
| Norma Jean Bell       | 1975, 1996                                                                                          | Frank Zappa Plays the Music of Frank Zappa: A Memorial Tribute | Alt saxofon, zpěv                                     |
| Arnold Belnick        | 1968                                                                                                | Lumpy Gravy | Housle                                                |
| Harold G. Bemko       | 1968                                                                                                | Lumpy Gravy | Violoncello                                           |
| Max Bennett           | 1969, 1970, 1978, 1996, 2004                                                                        | Hot Rats, Chunga's Revenge, Studio Tan, The Lost Episodes, Läther, QuAUDIOPHILIAc | Baskytara                                             |
| John Bergamo          | 1978, 1978, 1981, 1996, 2004, 2008                                                                  | Zappa in New York, Studio Tan, Orchestral Favorites, Tinseltown Rebellion, Läther, QuAUDIOPHILIAc, One Shot Deal | Perkuse                                               |
| Charles Berghofer     | 1968                                                                                                | Lumpy Gravy | Baskytara                                             |
| Paul Bergstrom        | 1966                                                                                                | Freak Out! | Violoncello                                           |
| John Berkman          | 1978, 1996                                                                                          | Studio Tan, Läther | Piáno                                                 |
| Rodney Bingenheimer   | 1987                                                                                                | Uncle Meat (1987 CD Version) | Hlasy                                                 |
| Jimmy Carl Black      | 1966–1971, 1981, 1988, 1966, 1991, 1992, 1993, 1996, 1997, 2004                                     | Freak Out!, Absolutely Free, We're Only in It for the Money, Lumpy Gravy, Cruising with Ruben & the Jets, Uncle Meat, Burnt Weeny Sandwich, Weasels Ripped My Flesh, 200 Motels, You Are What You Is, You Can't Do That on Stage Anymore, Vol. 1, You Can't Do That on Stage Anymore, Vol. 4, You Can't Do That on Stage Anymore, Vol. 5, You Can't Do That on Stage Anymore, Vol. 6, Ahead of Their Time, The Lost Episodes, Have I Offended Someone?, Joe's Corsage | Bicí, trubka, zpěv                                    |
| James E. Bond         | 1968                                                                                                | Lumpy Gravy | Baskytara                                             |
| Monica Boscia         | 1968, 1985, 1994                                                                                    | Lumpy Gravy, Frank Zappa Meets the Mothers of Prevention, Civilization, Phaze III | Hlasy                                                 |
| Andreas Böttger       | 1993, 1994, 1999                                                                                    | The Yellow Shark, Civilization, Phaze III, Everything Is Healing Nicely | Perkuse                                               |
| Pierre Boulez         | 1984                                                                                                | Boulez Conducts Zappa: The Perfect Stranger | Dirigent                                              |
| Dale Bozzio           | 1979, 1984, 1996, 1997                                                                              | Joe's Garage, Thing-Fish, The Lost Episodes, Läther, Have I Offended Someone? | Hlasy, zpěv                                           |
| Terry Bozzio          | 1975–1979, 1981, 1984, 1977, 1983, 1984, 1988, 1989, 1991, 1992, 1996, 1997, 2002, 2004, 2006, 2008 | Bongo Fury, Zoot Allures, Zappa in New York, Studio Tan, Sleep Dirt, Sheik Yerbouti, Orchestral Favorites, Joe's Garage, Tinseltown Rebellion, Shut Up 'n Play Yer Guitar, Baby Snakes, Thing-Fish, You Can't Do That on Stage Anymore, Vol. 1, You Can't Do That on Stage Anymore, Vol. 3, You Can't Do That on Stage Anymore, Vol. 4, You Can't Do That on Stage Anymore, Vol. 6, The Lost Episodes, Läther, Frank Zappa Plays the Music of Frank Zappa: A Memorial Tribute, Have I Offended Someone?, FZ:OZ, QuAUDIOPHILIAc, Trance-Fusion, One Shot Deal                                                                        | Bicí, zpěv                                            |
| Michael Brecker       | 1976, 1978, 1992, 1996, 1997                                                                        | Zappa in New York, You Can't Do That on Stage Anymore, Vol. 6, The Lost Episodes, Have I Offended Someone? | Tenor saxofon, flétna                                 |
| Randy Brecker         | 1976, 1978, 1992, 1996, 1997                                                                        | Zappa in New York, You Can't Do That on Stage Anymore, Vol. 6, The Lost Episodes, Have I Offended Someone? | Trubka                                                |
| Don Brewer            | 1978, 1996                                                                                          | Studio Tan, Läther | Bonga                                                 |
| Arthur E. Briegleb    | 1968, 1978, 1979, 1981, 1996, 2004, 2008                                                            | Lumpy Gravy, Studio Tan, Orchestral Favorites, Tinseltown Rebellion, Läther, QuAUDIOPHILIAc, One Shot Deal | Francouzský roh                                       |
| Napoleon Murphy Brock | 1973–1976, 1979, 1973, 1984, 1988, 1989, 1991, 1992, 1996, 1997, 2002, 2004, 2004, 2007, 2008       | Apostrophe ('), Roxy & Elsewhere, One Size Fits All, Bongo Fury, Zoot Allures, Sheik Yerbouti, Them or Us, Thing-Fish, You Can't Do That on Stage Anymore, Vol. 1, You Can't Do That on Stage Anymore, Vol. 2, You Can't Do That on Stage Anymore, Vol. 3, You Can't Do That on Stage Anymore, Vol. 4, You Can't Do That on Stage Anymore, Vol. 6, Frank Zappa Plays the Music of Frank Zappa: A Memorial Tribute, Have I Offended Someone?, FZ:OZ, QuAUDIOPHILIAc, The Dub Room Special, One Shot Deal | Saxofon, flétna, zpěv                                 |
| Jack Bruce            | 1974                                                                                                | Apostrophe (') | Baskytara                                             |
| Phyllis Bryn-Julson   | 1971                                                                                                | 200 Motels | Zpěv                                                  |
| Dennis Budimir        | 1968                                                                                                | Lumpy Gravy | Kytara                                                |
| Paul C. Buff          | 1996                                                                                                | The Lost Episodes | Fuzz bass                                             |
| Eric Buxton           | 1988                                                                                                | Broadway the Hard Way | Hlasy                                                 |
| Bill Byers            | 1972                                                                                                | Waka/Jawaka, The Grand Wazoo | Pozoun, baryton roh                                   |

## C
| Jméno             | Rok(y)                                                                | Spolupráce | Nástroj                        |
| ----------------- | --------------------------------------------------------------------- | --- | ------------------------------ |
| Robert Camarena   | 1974–1975                                                             | Apostrophe ('), Roxy & Elsewhere, Bongo Fury | Zpěv                           |
| Frankie Capp      | 1968                                                                  | Lumpy Gravy | Bicí                           |
| Paul Carman       | 1988, 1991, 1992, 2006                                                | Broadway the Hard Way, The Best Band You Never Heard in Your Life, You Can't Do That on Stage Anymore, Vol. 4, Make a Jazz Noise Here, You Can't Do That on Stage Anymore, Vol. 6, Trance-Fusion | Saxofon                        |
| Chuck Carter      | 1985, 1996                                                            | The Lost Episodes | Saxofon, flétna                |
| Roy Caton         | 1966                                                                  | Freak Out! | Saxofon, flétna                |
| Donald Christlieb | 1968, 1996                                                            | Lumpy Gravy, The Lost Episodes | Saxofon, flétna                |
| Gene Cipriano     | 1968                                                                  | Lumpy Gravy | Dřevěné nástroje               |
| Eric Clapton      | 1968                                                                  | We're Only in It for the Money | Hlasy                          |
| Lee Clement       | 1972                                                                  | The Grand Wazoo | Gong                           |
| Lisa Cohen        | 1967                                                                  | Absolutely Free | Hlasy                          |
| Vinnie Colaiuta   | 1978–1981, 1983, 1988, 1991, 1992, 1996, 1997, 2003, 2006, 2007, 2008 | Joe's Garage, Tinseltown Rebellion, Shut Up 'n Play Yer Guitar, The Man from Utopia, Guitar, You Can't Do That on Stage Anymore, Vol. 1, You Can't Do That on Stage Anymore, Vol. 4, You Can't Do That on Stage Anymore, Vol. 6, The Lost Episodes, Frank Zappa Plays the Music of Frank Zappa: A Memorial Tribute, Have I Offended Someone?, Halloween, Trance-Fusion, Buffalo, One Shot Deal | Bicí, hlasy                    |
| Brad Cole         | 1984                                                                  | Them or Us | Piáno                          |
| Ray Collins       | 1965–1970, 1974, 1985, 1986, 1992, 1996, 2004, 2005, 2006             | Freak Out!, Absolutely Free, Lumpy Gravy, Cruising with Ruben & the Jets, Uncle Meat, Weasels Ripped My Flesh, Apostrophe ('), You Can't Do That on Stage Anymore, Vol. 5, The Lost Episodes, Joe's Corsage, Joe's XMASage | Tamburína, harmonika, zpěv     |
| Ronnie Cuber      | 1976, 1978, 1992, 1996, 1997                                          | Zappa in New York, You Can't Do That on Stage Anymore, Vol. 6, Läther, Have I Offended Someone? | Saxofon, klarinet              |
| Warren Cuccurullo | 1978, 1979, 1981, 1983, 1988, 1991, 1992, 1996, 1997, 2006, 2008      | Joe's Garage, Tinseltown Rebellion, Shut Up 'n Play Yer Guitar, Baby Snakes, You Can't Do That on Stage Anymore, Vol. 1, You Can't Do That on Stage Anymore, Vol. 4, You Can't Do That on Stage Anymore, Vol. 6, Frank Zappa Plays the Music of Frank Zappa: A Memorial Tribute, Have I Offended Someone?, Trance-Fusion, One Shot Deal                                                        | Kytara, elektrický sitár, zpěv |
| Louis Cuneo       | 1968, 1981, 1994                                                      | Lumpy Gravy, Shut Up 'n Play Yer Guitar, Civilization, Phaze III | Hlasy                          |

## D
| Jméno           | Rok(y)                                                                      | Spolupráce | Nástroj               |
| --------------- | --------------------------------------------------------------------------- | --- | --------------------- |
| Friedemann Dähn | 1993, 1994, 1999                                                            | The Yellow Shark, Civilization, Phaze III, Everything Is Healing Nicely | Violoncello           |
| Jay Daversa     | 1978, 1996                                                                  | Studio Tan, Läther | Trubka                |
| Vincent DeRosa  | 1968                                                                        | Lumpy Gravy | Francouzský roh       |
| Eugene Di Novi  | 1966                                                                        | Freak Out! | Francouzský roh       |
| Uwe Dierksen    | 1993, 1994, 1999                                                            | The Yellow Shark, Civilization, Phaze III, Everything Is Healing Nicely | Pozoun, hlasy         |
| Joseph DiFiore  | 1968                                                                        | Lumpy Gravy | Viola                 |
| Alvin Dinkin    | 1967                                                                        | Absolutely Free | Viola                 |
| Roland Diry     | 1993, 1994, 1999                                                            | The Yellow Shark, Civilization, Phaze III, Everything Is Healing Nicely | Klarinet              |
| Alex Dmochowski | 1972, 1974, 1996, 2004                                                      | Waka/Jawaka, The Grand Wazoo, Apostrophe ('), The Lost Episodes, QuAUDIOPHILIAc, Joe's Domage | Baskytara, zpěv       |
| Stefan Dohr     | 1993, 1994, 1999                                                            | The Yellow Shark, Civilization, Phaze III, Everything Is Healing Nicely | Francouzský roh, zpěv |
| Chuck Domanico  | 1985, 1996                                                                  | The Lost Episodes | Baskytara             |
| Bobby Dubow     | 1978, 1979, 1981, 1996, 2004, 2008                                          | Studio Tan, Orchestral Favorites, Tinseltown Rebellion, Läther, QuAUDIOPHILIAc, One Shot Deal | Housle                |
| David E. Duke   | 1968, 1978, 1979, 1981, 1996, 2004, 2008                                    | Lumpy Gravy, Studio Tan, Orchestral Favorites, Tinseltown Rebellion, Läther, QuAUDIOPHILIAc, One Shot Deal | Francouzský roh       |
| George Duke     | 1970–1975, 1978, 1979, 1984, 1988, 1989, 1991, 1992, 1996, 1997, 2004, 2007 | Chunga's Revenge, 200 Motels, Waka/Jawaka, The Grand Wazoo, Over-Nite Sensation, Apostrophe ('), Roxy & Elsewhere, One Size Fits All, Bongo Fury, Studio Tan, Sleep Dirt, Them or Us, You Can't Do That on Stage Anymore, Vol. 1, You Can't Do That on Stage Anymore, Vol. 2, You Can't Do That on Stage Anymore, Vol. 3, You Can't Do That on Stage Anymore, Vol. 4, You Can't Do That on Stage Anymore, Vol. 6, Playground Psychotics, The Lost Episodes, Läther, Frank Zappa Plays the Music of Frank Zappa: A Memorial Tribute, Have I Offended Someone?, QuAUDIOPHILIAc, The Dub Room Special, One Shot Deal | Klávesy, zpěv         |
| Earle Dumler    | 1972, 1978, 1979, 1981, 1996, 2004, 2006, 2007, 2008                        | The Grand Wazoo, Studio Tan, Orchestral Favorites, Joe's Garage, Tinseltown Rebellion, Läther, QuAUDIOPHILIAc, Imaginary Diseases, Wazoo, One Shot Deal | Dřevěné nástroje      |
| Aynsley Dunbar  | 1970–1972, 1974, 1972, 1987, 1988, 1989, 1992, 1996, 2004                   | Chunga's Revenge, Fillmore East - June 1971, 200 Motels, Just Another Band from L.A., Waka/Jawaka, The Grand Wazoo, Apostrophe ('), Uncle Meat (1987 CD Version), You Can't Do That on Stage Anymore, Vol. 1, You Can't Do That on Stage Anymore, Vol. 3, You Can't Do That on Stage Anymore, Vol. 6, Playground Psychotics, The Lost Episodes, QuAUDIOPHILIAc, Joe's Domage | Bicí, perkuse, hlasy  |
| Tony Duran      | 1972, 1974, 2004, 2006, 2007, 2008                                          | Waka/Jawaka, The Grand Wazoo, Apostrophe ('), Joe's Domage, Imaginary Diseases, Wazoo, One Shot Deal | Kytara                |

## E
| Jméno         | Rok(y)                                                        | Spolupráce | Nástroj                |
| ------------- | ------------------------------------------------------------- | --- | ---------------------- |
| Jesse Ehrlich | 1968                                                          | Lumpy Gravy | Violoncello            |
| Joan Elardo   | 1978, 1979, 1981, 1996, 2004, 2006                            | Studio Tan, Orchestral Favorites, Tinseltown Rebellion, Läther, QuAUDIOPHILIAc, One Shot Deal | Hoboj, francouzský roh |
| Don Ellis     | 1967                                                          | Absolutely Free | Trubka                 |
| Jock Ellis    | 1978, 1979, 1981, 1996, 2004, 2006                            | Studio Tan, Orchestral Favorites, Tinseltown Rebellion, Läther, QuAUDIOPHILIAc, One Shot Deal | Pozoun                 |
| Alan Estes    | 1968, 1972, 1978, 1979, 1981, 1996, 2004, 2006                | Lumpy Gravy, The Grand Wazoo, Studio Tan, Orchestral Favorites, Tinseltown Rebellion, Läther, QuAUDIOPHILIAc, One Shot Deal | Perkuse                |
| Gene P. Estes | 1966, 1968                                                    | Freak Out!, Lumpy Gravy | Perkuse                |
| Roy Estrada   | 1966–1970, 1972, 1976, 1982–1984, 1988, 1989, 1991–1997, 2004 | Freak Out!, Absolutely Free, We're Only in It for the Money, Lumpy Gravy, Cruising with Ruben & the Jets, Uncle Meat, Burnt Weeny Sandwich, Weasels Ripped My Flesh, Zoot Allures, Shut Up 'n Play Yer Guitar, Ship Arriving Too Late to Save a Drowning Witch, The Man from Utopia, Baby Snakes, Them or Us, Thing-Fish, You Can't Do That on Stage Anymore, Vol. 1, You Can't Do That on Stage Anymore, Vol. 3, You Can't Do That on Stage Anymore, Vol. 4, You Can't Do That on Stage Anymore, Vol. 5, You Can't Do That on Stage Anymore, Vol. 6, Ahead of Their Time, Civilization, Phaze III, Läther, Frank Zappa Plays the Music of Frank Zappa: A Memorial Tribute, Have I Offended Someone?, FZ:OZ, Joe's Corsage, QuAUDIOPHILIAc | Baskytara, zpěv        |
| Virgil Evans  | 1966                                                          | Freak Out! | Trubka                 |

## F
| Jméno                      | Rok(y)                                                                | Spolupráce | Nástroj                                |
| -------------------------- | --------------------------------------------------------------------- | --- | -------------------------------------- |
| Dick Fegy                  | 1983                                                                  | The Man from Utopia | Mandolína                              |
| Victor Feldman             | 1968                                                                  | Lumpy Gravy | Perkuse                                |
| Janet-Neville Ferguson Hof | 1970, 1972, 1987                                                      | Burnt Weeny Sandwich, Waka/Jawaka, The Grand Wazoo, Uncle Meat (1987 CD Version) | Zpěv                                   |
| Glenn Ferris               | 2006, 2007, 2008                                                      | Imaginary Diseases, Wazoo, One Shot Deal | Pozoun, euphonium                      |
| Thomas Fichter             | 1993, 1994, 1999                                                      | The Yellow Shark, Civilization, Phaze III, Everything Is Healing Nicely | Baskytara                              |
| Jim Fielder                | 1967                                                                  | Absolutely Free | Kytara                                 |
| Floyd                      | 2005                                                                  | Joe's XMASage | Zpěv                                   |
| William Formann            | 1993, 1994, 1999                                                      | The Yellow Shark, Civilization, Phaze III, Everything Is Healing Nicely | Dřevěné nástroje                       |
| Chuck Foster               | 1965, 1996                                                            | The Lost Episodes | Trubka                                 |
| Bruce Fowler               | 1972–1981, 1988, 1989, 1991, 1992, 1996, 2004, 1992, , 2007, 2008     | Over-Nite Sensation, Apostrophe ('), Roxy & Elsewhere, Bongo Fury, Zoot Allures, Studio Tan, Sleep Dirt, Orchestral Favorites, Tinseltown Rebellion, You Can't Do That on Stage Anymore, Vol. 1, Broadway the Hard Way, You Can't Do That on Stage Anymore, Vol. 3, The Best Band You Never Heard in Your Life, You Can't Do That on Stage Anymore, Vol. 4, Make a Jazz Noise Here, You Can't Do That on Stage Anymore, Vol. 6, The Lost Episodes, Läther, QuAUDIOPHILIAc, Imaginary Diseases, Trance-Fusion, Wazoo, One Shot Deal | Pozoun                                 |
| Tom Fowler                 | 1973–1975, 1978, 1988, 1989, 1991, 1992, 1996, 1997, 2004, 2007, 2008 | Over-Nite Sensation, Apostrophe ('), Roxy & Elsewhere, Bongo Fury, Studio Tan, You Can't Do That on Stage Anymore, Vol. 1, You Can't Do That on Stage Anymore, Vol. 2, You Can't Do That on Stage Anymore, Vol. 3, You Can't Do That on Stage Anymore, Vol. 4, You Can't Do That on Stage Anymore, Vol. 6, The Lost Episodes, Läther, Frank Zappa Plays the Music of Frank Zappa: A Memorial Tribute, Have I Offended Someone?, QuAUDIOPHILIAc, The Dub Room Special, One Shot Deal                                                | Baskytara                              |
| Walt Fowler                | 1974, 1988, 1991, 1992, 1994, 1992                                    | Roxy & Elsewhere, Broadway the Hard Way, The Best Band You Never Heard in Your Life, Make a Jazz Noise Here, You Can't Do That on Stage Anymore, Vol. 6, Civilization, Phaze III, Trance-Fusion | Trumpet, Flugel horn, Keyboards, Voice |
| Kim Fowley                 | 1966                                                                  | Freak Out! | Hypophone                              |

## G
| Jméno            | Rok(y)                             | Spolupráce | Nástroj          |
| ---------------- | ---------------------------------- | --- | ---------------- |
| John L. Gardner  | 1967–1970, 1988, 1991, 1992, 1993  | Absolutely Free, We're Only in It for the Money, Lumpy Gravy, Cruising with Ruben & the Jets, Uncle Meat, Burnt Weeny Sandwich, Weasels Ripped My Flesh, You Can't Do That on Stage Anymore, Vol. 1, You Can't Do That on Stage Anymore, Vol. 4, You Can't Do That on Stage Anymore, Vol. 5, Ahead of Their Time | Dřevěné nástroje |
| Buzz Gardner     | 1970, 1988, 1991, 1992, 1993       | Burnt Weeny Sandwich, Weasels Ripped My Flesh, You Can't Do That on Stage Anymore, Vol. 1, You Can't Do That on Stage Anymore, Vol. 4, You Can't Do That on Stage Anymore, Vol. 5 | Trubka, zpěv     |
| Lowell George    | 1969–1970, 1988, 1991, 1992        | Hot Rats, Burnt Weeny Sandwich, Weasels Ripped My Flesh, You Can't Do That on Stage Anymore, Vol. 1, You Can't Do That on Stage Anymore, Vol. 4, You Can't Do That on Stage Anymore, Vol. 5 | Kytara, zpěv     |
| Jim Getzoff      | 1967, 1968                         | Absolutely Free, Lumpy Gravy | Housle           |
| Terry Gilliam    | 1966, 1967                         | Freak Out!, Absolutely Free | Hlasy, zvuky     |
| Chuck Glave      | 1996                               | The Lost Episodes | Bicí             |
| Susie Glover     | 1974                               | Apostrophe (') | Zpěv             |
| Gene Goe         | 1978–1981, 1996, 2004, 2008        | Studio Tan, Orchestral Favorites, Tinseltown Rebellion, Läther, QuAUDIOPHILIAc, One Shot Deal | Trubka           |
| Phillip Goldberg | 1968                               | Lumpy Gravy | Viola            |
| Pamela Goldsmith | 1978–1981, 1996, 2004, 2008        | Studio Tan, Orchestral Favorites, Tinseltown Rebellion, Läther, QuAUDIOPHILIAc, One Shot Deal | Viola            |
| Jim Gordon       | 1972, 1974, 1996, 2006, 2007, 2008 | Apostrophe ('), Imaginary Diseases, Wazoo, One Shot Deal | Bicí, steel bicí |
| Ralph Grierson   | 1978–1981, 1996, 2004, 2008        | Studio Tan, Orchestral Favorites, Tinseltown Rebellion, Läther, QuAUDIOPHILIAc, One Shot Deal | Klávesy          |
| Michael Gross    | 1993, 1994, 1999                   | The Yellow Shark, Civilization, Phaze III, Everything Is Healing Nicely | Žestě, hlasy     |
| John Guerin      | 1968–1970, 1974, 1996              | Lumpy Gravy, Hot Rats, Chunga's Revenge, Apostrophe ('), The Lost Episodes | Bicí             |

## H
| Jméno                  | Rok(y)                                               | Spolupráce | Nástroj               |
| ---------------------- | ---------------------------------------------------- | --- | --------------------- |
| Bruce Hampton          | 1968                                                 | Lumpy Gravy | Hlasy                 |
| Bob Harris             | 1971, 1980–1984, 1992, 1997, 2007                    | Fillmore East - June 1971, Tinseltown Rebellion, Shut Up 'n Play Yer Guitar, You Are What You Is, Ship Arriving Too Late to Save a Drowning Witch, The Man from Utopia, Them or Us, You Can't Do That on Stage Anymore, Vol. 6, Playground Psychotics, Have I Offended Someone?, Buffalo                  | Klávesy, trubka, zpěv |
| Don "Sugarcane" Harris | 1969, 1970, 1974, 1996                               | Hot Rats, Burnt Weeny Sandwich, Weasels Ripped My Flesh, Chunga's Revenge, Apostrophe ('), The Lost Episodes | Housle, varhany, zpěv |
| Suzannah Harris        | 1969, 1991                                           | Them or Us, Sleep Dirt (1991 CD Version) | Zpěv                  |
| Jim Haynes             | 1968                                                 | Lumpy Gravy | Kytara                |
| Danny Helferin         | 1996                                                 | The Lost Episodes | Piáno                 |
| Bob Henderson          | 1978–1981, 1996, 2004, 2008                          | Studio Tan, Orchestral Favorites, Tinseltown Rebellion, Läther, QuAUDIOPHILIAc, One Shot Deal | Francouzský roh       |
| Jeff Hollie            | 1979                                                 | Joe's Garage | Saxofon               |
| Geordie Hormel         | 1979                                                 | Joe's Garage | Zpěv                  |
| Dana Hughes            | 1978–1981, 1996, 2004, 2008                          | Studio Tan, Orchestral Favorites, Tinseltown Rebellion, Läther, QuAUDIOPHILIAc, One Shot Deal | Bas pozoun            |
| Paul Humphrey          | 1969, 1978, 1996                                     | Hot Rats, Studio Tan, Läther | Bicí                  |
| Ralph Humphrey         | 1973, 1974, 1988, 1989, 1991, 1992, 1996, 1997, 2008 | Over-Nite Sensation, Apostrophe ('), Roxy & Elsewhere, You Can't Do That on Stage Anymore, Vol. 1, You Can't Do That on Stage Anymore, Vol. 3, You Can't Do That on Stage Anymore, Vol. 4, You Can't Do That on Stage Anymore, Vol. 6, The Lost Episodes, Läther, Have I Offended Someone?, One Shot Deal | Bicí                  |
| Huun-Huur-Tu           | 1994                                                 | Civilization, Phaze III | Zpěv                  |
| Harry Hyams            | 1968                                                 | Lumpy Gravy | Viola                 |

## I
| Jméno         | Rok(y)                 | Spolupráce                                                                             | Nástroj |
| ------------- | ---------------------- | -------------------------------------------------------------------------------------- | ------- |
| Elliot Ingber | 1966, 1968, 1992, 1996 | Freak Out!, Lumpy Gravy, You Can't Do That on Stage Anymore, Vol. 5, The Lost Episodes | Kytara  |
| Barbara Issak | 1979                   | Joe's Garage                                                                           | Zpěv    |

## J
| Jméno        | Rok(y)                            | Spolupráce | Nástroj               |
| ------------ | --------------------------------- | --- | --------------------- |
| Fred Jackson | 1972                              | The Grand Wazoo | Dřevěné nástroje      |
| Jules Jacob  | 1968                              | Lumpy Gravy | Dřevěné nástroje      |
| Janschi      | 1985, 1996                        | The Lost Episodes | Baskytara             |
| Eddie Jobson | 1976–1978, 1981, 1992, 1996, 1997 | Zappa in New York, Studio Tan, Shut Up 'n Play Yer Guitar, You Can't Do That on Stage Anymore, Vol. 6, Läther, Have I Offended Someone? | Klávesy, housle, zpěv |
| John Johnson | 1966                              | Freak Out! | Tuba                  |
| Plas Johnson | 1966                              | Freak Out! | Saxofon               |
| Pete Jolly   | 1968                              | Lumpy Gravy | Klávesy               |

## K
| Jméno               | Rok(y)                                         | Spolupráce | Nástroj                        |
| ------------------- | ---------------------------------------------- | --- | ------------------------------ |
| Armand Kaproff      | 1967                                           | Absolutely Free | Violoncello                    |
| Carol Kaye          | 1966                                           | Freak Out! | 12-strunná kytara              |
| Howard Kaylan       | 1970–1972, 1988, 1989, 1992                    | Chunga's Revenge, Fillmore East - June 1971, 200 Motels, Just Another Band from L.A., You Can't Do That on Stage Anymore, Vol. 1, You Can't Do That on Stage Anymore, Vol. 3, You Can't Do That on Stage Anymore, Vol. 6 | Zpěv                           |
| Raymond Kelley      | 1966, 1968                                     | Freak Out!, Lumpy Gravy | Violoncello                    |
| Gary Kellgren       | 1968                                           | We're Only in It for the Money | Hlasy                          |
| Harold Kelling      | 1968                                           | Lumpy Gravy | Hlasy                          |
| Mike Keneally       | 1988, 1991, 1992, 2006                         | Broadway the Hard Way, The Best Band You Never Heard in Your Life, You Can't Do That on Stage Anymore, Vol. 4, Make a Jazz Noise Here, You Can't Do That on Stage Anymore, Vol. 6, Trance-Fusion                         | Kytara, klávesy, zpěv          |
| Jerome A. Kessler   | 1968, 1978, 1979, 1981, 1996, 2004, 2007, 2008 | Lumpy Gravy, Studio Tan, Orchestral Favorites, Tinseltown Rebellion, Läther, QuAUDIOPHILIAc, Wazoo, One Shot Deal | Violoncello                    |
| Kaigal-ool Khovalyg | 1994                                           | Civilization, Phaze III | Zpěv                           |
| John Kilgore        | 1968, 1981, 1985, 1994                         | Lumpy Gravy, Shut Up 'n Play Yer Guitar, Frank Zappa Meets the Mothers of Prevention, Civilization, Phaze III | Hlasy                          |
| Pete Kleinow        | 1972                                           | Waka/Jawaka | Pedal steel                    |
| Alexander Koltun    | 1968                                           | Lumpy Gravy | Housle                         |
| Hermann Kretzschmar | 1993, 1994, 1999                               | The Yellow Shark, Civilization, Phaze III, Everything Is Healing Nicely | Piáno, cembalo, celeste, hlasy |
| Marty Krystall      | 1983                                           | The Man from Utopia | Saxofon                        |
| Bernard Kundell     | 1968                                           | Lumpy Gravy | Housle                         |
| William Kurasch     | 1968                                           | Lumpy Gravy | Housle                         |

## L
| Jméno                   | Rok(y)                                               | Spolupráce | Nástroj          |
| ----------------------- | ---------------------------------------------------- | --- | ---------------- |
| Ruben Ladron de Guevara | 1974, 1976                                           | Apostrophe ('), Roxy & Elsewhere, Zoot Allures | Zpěv             |
| Patrolman LaFamine      | 1996                                                 | The Lost Episodes | Hlasy            |
| Ricky Lancelotti        | 1973, 1996                                           | Over-Nite Sensation, The Lost Episodes, Läther | Zpěv             |
| Michael A. Lang         | 1968, 1978–1981, 1996, 2004, 2008                    | Lumpy Gravy, Studio Tan, Orchestral Favorites, Tinseltown Rebellion, Läther, QuAUDIOPHILIAc, One Shot Deal | Klávesy          |
| Neil Le Vang            | 1966                                                 | Freak Out! | Kytara           |
| John Lennon             | 1971, 1992                                           | Playground Psychotics | Kytara, zpěv     |
| André Lewis             | 1976, 1979, 1981, 1989, 1996, 1997, 2002, 2004, 2008 | Zoot Allures, Sheik Yerbouti, Shut Up 'n Play Yer Guitar, You Can't Do That on Stage Anymore, Vol. 3, You Can't Do That on Stage Anymore, Vol. 6, Läther, Frank Zappa Plays the Music of Frank Zappa: A Memorial Tribute, Have I Offended Someone?, FZ:OZ, QuAUDIOPHILIAc, One Shot Deal | Klávesy, zpěv    |
| Mort Libov              | 2007                                                 | The Dub Room Special | Zpěv             |
| Martin Lickert          | 1971, 1992                                           | 200 Motels, Playground Psychotics | Baskytara, hlasy |
| David Logeman           | 1981, 1989, 1991                                     | Tinseltown Rebellion, You Are What You Is, You Can't Do That on Stage Anymore, Vol. 1, You Can't Do That on Stage Anymore, Vol. 4 | Bicí             |
| Wayne Lyles             | 1996                                                 | The Lost Episodes | Hlasy            |

## M
| Jméno                 | Rok(y)                                                          | Spolupráce | Nástroj                                |
| --------------------- | --------------------------------------------------------------- | --- | -------------------------------------- |
| Arthur Maebe          | 1966, 1968                                                      | Freak Out!, Lumpy Gravy | Žestě                                  |
| Elwood Madeo          | 1996                                                            | The Lost Episodes | Hlasy                                  |
| Leonard Malarsky      | 1968                                                            | Lumpy Gravy | Housle                                 |
| Al Malkin             | 1979, 1997                                                      | Joe's Garage, Have I Offended Someone? | Zpěv                                   |
| Tom Malone            | 1978, 1992, 1996, 1997, 2003, 2006, 2007, 2008                  | Zappa in New York, You Can't Do That on Stage Anymore, Vol. 6, Läther, Have I Offended Someone?, Halloween, Imaginary Diseases, Wazoo, One Shot Deal | Žestě                                  |
| Ed Mann               | 1977–1989, 1991, 1992, 1996, 1997, 2002, 2004, 2006, 2007, 2008 | Zappa in New York, Sheik Yerbouti, Joe's Garage, Tinseltown Rebellion, Shut Up 'n Play Yer Guitar, You Are What You Is, Ship Arriving Too Late to Save a Drowning Witch, The Man from Utopia, Baby Snakes, London Symphony Orchestra, Vol. 1, Them or Us, Thing-Fish, Frank Zappa Meets the Mothers of Prevention, Jazz from Hell, London Symphony Orchestra, Vol. 2, Guitar, You Can't Do That on Stage Anymore, Vol. 1, Broadway the Hard Way, You Can't Do That on Stage Anymore, Vol. 3, The Best Band You Never Heard in Your Life, You Can't Do That on Stage Anymore, Vol. 4, Make a Jazz Noise Here, You Can't Do That on Stage Anymore, Vol. 5, You Can't Do That on Stage Anymore, Vol. 6, Frank Zappa Plays the Music of Frank Zappa: A Memorial Tribute, Have I Offended Someone?, Halloween, QuAUDIOPHILIAc, Trance-Fusion, The Dub Room Special, One Shot Deal | Perkuse, zpěv                          |
| Shelly Manne          | 1968                                                            | Lumpy Gravy | Bicí                                   |
| Lou Marini            | 1972, 1992, 1996, 1997, 2003                                    | Zappa in New York, You Can't Do That on Stage Anymore, Vol. 6, Läther, Have I Offended Someone?, Halloween | Dřevěné nástroje                       |
| Jose Salvador Marquez | 1972–1974, 1976, 1992, 1996, 1997, 2004, 2007, 2008             | Waka/Jawaka, The Grand Wazoo, Over-Nite Sensation, Apostrophe ('), Zoot Allures, You Can't Do That on Stage Anymore, Vol. 6, The Lost Episodes, Have I Offended Someone?, QuAUDIOPHILIAc, Joe's Domage, Wazoo, One Shot Deal | Žestě, zpěv                            |
| Tommy Mars            | 1977–1989, 1991, 1992, 1996, 1997, 2002, 2004, 2006, 2007, 2008 | Sheik Yerbouti, Joe's Garage, Tinseltown Rebellion, Shut Up 'n Play Yer Guitar, You Are What You Is, Ship Arriving Too Late to Save a Drowning Witch, The Man from Utopia, Baby Snakes, Them or Us, Thing-Fish, Frank Zappa Meets the Mothers of Prevention, Uncle Meat (1987 CD Version), Jazz from Hell, Guitar, You Can't Do That on Stage Anymore, Vol. 1, You Can't Do That on Stage Anymore, Vol. 3, You Can't Do That on Stage Anymore, Vol. 4, You Can't Do That on Stage Anymore, Vol. 5, You Can't Do That on Stage Anymore, Vol. 6, The Lost Episodes, Frank Zappa Plays the Music of Frank Zappa: A Memorial Tribute, Have I Offended Someone?, Halloween, QuAUDIOPHILIAc, Trance-Fusion, Buffalo, The Dub Room Special, One Shot Deal | Klávesy, zpěv                          |
| Bobby Martin          | 1981–1989, 1991, 1992, 1997, 2006, 2007, 2008                   | Ship Arriving Too Late to Save a Drowning Witch, The Man from Utopia, Baby Snakes, Them or Us, Thing-Fish, Frank Zappa Meets the Mothers of Prevention, Does Humor Belong in Music?, Jazz from Hell, Guitar, You Can't Do That on Stage Anymore, Vol. 1, Broadway the Hard Way, You Can't Do That on Stage Anymore, Vol. 3, The Best Band You Never Heard in Your Life, You Can't Do That on Stage Anymore, Vol. 4, Make a Jazz Noise Here, You Can't Do That on Stage Anymore, Vol. 5, You Can't Do That on Stage Anymore, Vol. 6, Have I Offended Someone?, Trance-Fusion, The Dub Room Special, One Shot Deal | Klávesy, saxofon, zpěv                 |
| Lincoln Mayorga       | 1968                                                            | Lumpy Gravy | Klávesy                                |
| Bill Mays             | 1978–1981, 1996, 2004, 2008                                     | Studio Tan, Orchestral Favorites, Tinseltown Rebellion, Läther, QuAUDIOPHILIAc, One Shot Deal | Clavinet                               |
| Les McCann            | 1966                                                            | Freak Out! | Piáno                                  |
| Lew McCreary          | 1968                                                            | Lumpy Gravy | Pozoun                                 |
| Gary McDonald         | 2002                                                            | FZ:OZ | Harmonika, zpěv                        |
| Kurt McGettrick       | 1988, 1991, 1992, 2006                                          | Broadway the Hard Way, The Best Band You Never Heard in Your Life, You Can't Do That on Stage Anymore, Vol. 4, Make a Jazz Noise Here, You Can't Do That on Stage Anymore, Vol. 6, Trance-Fusion | Saxofon                                |
| JoAnn McNab           | 1968, 1978–1981, 1996, 2004, 2008                               | Lumpy Gravy, Studio Tan, Orchestral Favorites, Tinseltown Rebellion, Läther, QuAUDIOPHILIAc, One Shot Deal | Fagot                                  |
| Malcolm McNab         | 1968, 1978–1981, 1996, 2004, 2006, 2008                         | Lumpy Gravy, Studio Tan, Orchestral Favorites, Tinseltown Rebellion, Läther, QuAUDIOPHILIAc, Joe's Domage, Imaginary Diseases, One Shot Deal | Trubka                                 |
| Edward Meares         | 1978, 1996                                                      | Studio Tan, Läther | Baskytara                              |
| Jay Migliori          | 1978–1981, 1996, 2004, 2007, 2008                               | Studio Tan, Orchestral Favorites, Tinseltown Rebellion, Läther, QuAUDIOPHILIAc, Joe's Domage, Wazoo, One Shot Deal | Saxofon, klarinet                      |
| Todd Miller           | 1978–1981, 1996, 2004, 2008                                     | Studio Tan, Orchestral Favorites, Tinseltown Rebellion, Läther, QuAUDIOPHILIAc, Joe's Domage, One Shot Deal | Francouzský roh                        |
| Catherine Milliken    | 1993, 1994, 1999                                                | The Yellow Shark, Civilization, Phaze III, Everything Is Healing Nicely | Hoboj, anglický roh, didgeridoo, hlasy |
| Meredith Monk         | 1987                                                            | Uncle Meat (1987 CD Version) | Hlasy                                  |
| Tommy Morgan          | 1978–1981, 1996, 2004, 2008                                     | Studio Tan, Orchestral Favorites, Tinseltown Rebellion, Läther, QuAUDIOPHILIAc, Joe's Domage, One Shot Deal | Harmonika                              |
| Victor Morosco        | 1978–1981, 1996, 2004, 2008                                     | Studio Tan, Orchestral Favorites, Tinseltown Rebellion, Läther, QuAUDIOPHILIAc, Joe's Domage, One Shot Deal | Klarinet, saxofon                      |
| Billy Mundi           | 1967–1970, 1992                                                 | Absolutely Free, We're Only in It for the Money, Uncle Meat, Burnt Weeny Sandwich, You Can't Do That on Stage Anymore, Vol. 5 | Bicí                                   |
| Ron Myers             | 1996                                                            | The Lost Episodes | Pozoun                                 |

## N
| Jméno          | Rok(y)                            | Spolupráce | Nástroj          |
| -------------- | --------------------------------- | --- | ---------------- |
| Ted Nash       | 1968                              | Lumpy Gravy | Dřevěné nástroje |
| Lou Anne Neill | 1976, 1978–1981, 1996, 2004, 2008 | Zoot Allures, Zappa in New York, Studio Tan, Orchestral Favorites, Tinseltown Rebellion, Läther, QuAUDIOPHILIAc, Joe's Domage, One Shot Deal | Harfa            |

## O
| Jméno                                | Rok(y)                                                          | Spolupráce | Nástroj          |
| ------------------------------------ | --------------------------------------------------------------- | --- | ---------------- |
| Patrick O'Hearn                      | 1978–1984, 1988, 1991, 1992, 1996, 1997, 2003, 2004, 2006, 2008 | Zappa in New York, Sleep Dirt, Sheik Yerbouti, Joe's Garage, Tinseltown Rebellion, Shut Up 'n Play Yer Guitar, Ship Arriving Too Late to Save a Drowning Witch, Baby Snakes, Them or Us, You Can't Do That on Stage Anymore, Vol. 1, You Can't Do That on Stage Anymore, Vol. 4, You Can't Do That on Stage Anymore, Vol. 6, Läther, Frank Zappa Plays the Music of Frank Zappa: A Memorial Tribute, Have I Offended Someone?, Halloween, QuAUDIOPHILIAc, Trance-Fusion, One Shot Deal | Baskytara, zpěv  |
| Bianca Odin (Lady Bianca) AKA Bianca | 1978                                                            | You Can't Do That on Stage Anymore, Vol. 4, You Can't Do That on Stage Anymore, Vol. 6, Philly '76 | Zpěv, klávesy    |
| David Ocker                          | 1976, 1981, 1983, 2004                                          | Sheik Yerbouti, You Are What You Is, London Symphony Orchestra, Vol. 1, QuAUDIOPHILIAc | Klarinet         |
| Lucy Offerall                        | 1987                                                            | Uncle Meat (1987 CD verze) | Hlasy            |
| Rumi Ogawa-Helferich                 | 1993, 1994, 1999                                                | The Yellow Shark, Civilization, Phaze III, Everything Is Healing Nicely | Perkuse, zpěv    |
| Franck Ollu                          | 1993, 1994, 1999                                                | The Yellow Shark, Civilization, Phaze III, Everything Is Healing Nicely | Žestě, hlasy     |
| Yoko Ono                             | 1971, 1992                                                      | Playground Psychotics | Zpěv             |
| Tony Ortega                          | 1972, 2004                                                      | The Grand Wazoo, Joe's Domage | Dřevěné nástroje |
| Shuggie Otis                         | 1969                                                            | Hot Rats | Baskytara        |
| Charles M. Owens                     | 1972, 2007                                                      | Wazoo | Dřevěné nástroje |

## P
| Jméno            | Rok(y)                                               | Spolupráce | Nástroj          |
| ---------------- | ---------------------------------------------------- | --- | ---------------- |
| Les Papp         | 2005                                                 | Joe's XMASage | Bicí             |
| Don Pardo        | 1976, 1978, 1996                                     | Zappa in New York, Läther | Vyprávění        |
| Linda Sue Parker | 1976, 1997                                           | Zoot Allures, Have I Offended Someone? | Zpěv             |
| Dave Parlato     | 1976, 1978, 1979, 1981, 1996, 2004, 2006, 2007, 2008 | Zoot Allures, Studio Tan, Sleep Dirt, Orchestral Favorites, Tinseltown Rebellion, Läther, Frank Zappa Plays the Music of Frank Zappa: A Memorial Tribute, QuAUDIOPHILIAc, Imaginary Diseases, Wazoo, One Shot Deal | Baskytara        |
| Marty Perellis   | 1989                                                 | You Can't Do That on Stage Anymore, Vol. 3 | Hlasy            |
| Richard Perissi  | 1968                                                 | Lumpy Gravy | Francouzský roh  |
| Joel Peskin      | 1972                                                 | Waka/Jawaka, The Grand Wazoo | Dřevěné nástroje |
| Kris Peterson    | 1972                                                 | Waka/Jawaka | Zpěv             |
| Charlie Phillips | 1968                                                 | Lumpy Gravy | Hlasy            |
| Mark Pinske      | 1981                                                 | You Are What You Is | Hlasy            |
| Jim Pons         | 1971, 1988, 1989, 1991, 1992                         | Fillmore East - June 1971, 200 Motels, Just Another Band from L.A., You Can't Do That on Stage Anymore, Vol. 1, You Can't Do That on Stage Anymore, Vol. 3, You Can't Do That on Stage Anymore, Vol. 6, Playground Psychotics | Baskytara, zpěv  |
| Jean-Luc Ponty   | 1968, 1973, 1974, 1981, 1992, 1996, 2008             | Hot Rats, Over-Nite Sensation, Apostrophe ('), Shut Up 'n Play Yer Guitar, You Can't Do That on Stage Anymore, Vol. 6, The Lost Episodes, One Shot Deal | Housle           |
| Thomas Poole     | 1968                                                 | Lumpy Gravy | Perkuse          |
| Lisa Popeil      | 1982, 1992                                           | Ship Arriving Too Late to Save a Drowning Witch, You Can't Do That on Stage Anymore, Vol. 6 | Perkuse          |
| Roy Poper        | 1978–1981, 1996, 2004, 2008                          | Studio Tan, Orchestral Favorites, Tinseltown Rebellion, Läther, QuAUDIOPHILIAc, Joe's Domage, One Shot Deal | Trubka           |
| Don Preston      | 1966–1974, 1988, 1989, 1991, 1992, 1993, 1996, 2004  | Absolutely Free, We're Only in It for the Money, Cruising with Ruben & the Jets, Uncle Meat, Burnt Weeny Sandwich, Weasels Ripped My Flesh, Fillmore East - June 1971, Just Another Band from L.A., Waka/Jawaka, The Grand Wazoo, Roxy & Elsewhere, You Can't Do That on Stage Anymore, Vol. 1, You Can't Do That on Stage Anymore, Vol. 3, You Can't Do That on Stage Anymore, Vol. 4, You Can't Do That on Stage Anymore, Vol. 5, You Can't Do That on Stage Anymore, Vol. 6, Playground Psychotics, Ahead of Their Time, The Lost Episodes, QuAUDIOPHILIAc | Klávesy, zpěv    |
| George F. Price  | 1966, 1968                                           | Freak Out!, Lumpy Gravy | Francouzský roh  |

## R
| Jméno             | Rok(y)                            | Spolupráce | Nástroj          |
| ----------------- | --------------------------------- | --- | ---------------- |
| Tom Raney         | 1978–1981, 1996, 2004, 2008       | Studio Tan, Orchestral Favorites, Tinseltown Rebellion, Läther, QuAUDIOPHILIAc, Joe's Domage, One Shot Deal              | Perkuse          |
| Michael Rappaport | 1994                              | Civilization, Phaze III                                                                                                  | Hlasy            |
| Mac Rebennack     | 1966                              | Freak Out! | Piáno            |
| Ray Reed          | 1978–1981, 1996, 2004, 2008       | Studio Tan, Orchestral Favorites, Tinseltown Rebellion, Läther, QuAUDIOPHILIAc, Joe's Domage, One Shot Deal              | Dřevěné nástroje |
| Kurt Reher        | 1966                              | Freak Out! | Violoncello      |
| Jerome J. Reisler | 1968                              | Lumpy Gravy | Housle           |
| Emil Richards     | 1968, 1978–1981, 1996, 2004, 2008 | Lumpy Gravy, Studio Tan, Orchestral Favorites, Tinseltown Rebellion, Läther, QuAUDIOPHILIAc, Joe's Domage, One Shot Deal | Perkuse          |
| Lyle Ritz         | 1968                              | Lumpy Gravy | Baskytara        |
| Trefoni Rizzi     | 1968                              | Lumpy Gravy | Kytara           |
| Tony Rodriquenz   | 1996                              | The Lost Episodes | Saxofon          |
| Rainer Römer      | 1993, 1994, 1999                  | The Yellow Shark, Civilization, Phaze III, Everything Is Healing Nicely                                                  | Perkuse          |
| Linda Ronstadt    | 1987                              | Uncle Meat (1987 CD Version)                                                                                             | Hlasy            |
| John Rotella      | 1966–1969, 1972, 1978, 1996       | Freak Out!, Absolutely Free, Lumpy Gravy, The Grand Wazoo, Studio Tan, Läther                                            | Dřevěné nástroje |
| Alan Rubin        | 2003                              | Halloween | Trubka           |
| Jürgen Ruck       | 1993, 1994, 1999                  | The Yellow Shark, Civilization, Phaze III, Everything Is Healing Nicely                                                  | Kytara, banjo    |
| Peter Rundel      | 1993, 1994, 1999                  | The Yellow Shark, Civilization, Phaze III, Everything Is Healing Nicely                                                  | Housle           |

## S
| Jméno                   | Rok(y)                                                    | Spolupráce | Nástroj                                              |
| ----------------------- | --------------------------------------------------------- | --- | ---------------------------------------------------- |
| Claudia Sack            | 1993, 1999                                                | The Yellow Shark, Everything Is Healing Nicely | Housle                                               |
| Bobby Saldana           | 2005                                                      | Joe's XMASage | Baskytara                                            |
| Dave Samuels            | 1976, 1978, 1992, 1996, 1997                              | Zappa in New York, You Can't Do That on Stage Anymore, Vol. 6, Läther, Have I Offended Someone? | Perkuse                                              |
| Sheldon Sanov           | 1978, 1996                                                | Studio Tan, Läther | Housle                                               |
| Emmet Sargeant          | 1966                                                      | Freak Out! | Violoncello                                          |
| Lewis Saul              | 1989                                                      | You Can't Do That on Stage Anymore, Vol. 3 | Hlasy                                                |
| Joseph Saxon            | 1966, 1968                                                | Freak Out!, Lumpy Gravy | Violoncello                                          |
| Ralph Schaeffer         | 1968                                                      | Lumpy Gravy | Housle                                               |
| Jürgen Ruck             | 1993, 1994, 1999                                          | The Yellow Shark, Civilization, Phaze III, Everything Is Healing Nicely | Fagot                                                |
| Leonard Selic           | 1968                                                      | Lumpy Gravy | Viola                                                |
| Ron Selico              | 1969                                                      | Hot Rats | Bicí                                                 |
| Lakshminarayana Shankar | 1992, 1999, 2003                                          | You Can't Do That on Stage Anymore, Vol. 6, Everything Is Healing Nicely, Halloween | Housle                                               |
| Sidney "Sid" Sharp      | 1968                                                      | We're Only in It for the Money, Lumpy Gravy | Dirigent                                             |
| Archie Shepp            | 1991                                                      | You Can't Do That on Stage Anymore, Vol. 4 | Saxofon                                              |
| Kay Sherman             | 2005                                                      | Joe's XMASage | Hlasy                                                |
| Jim Sherwood            | 1966–1970, 1981, 1984, 1988, 1991, 1992, 1993, 1994, 1996 | Freak Out!, We're Only in It for the Money, Lumpy Gravy, Cruising with Ruben & the Jets, Uncle Meat, Burnt Weeny Sandwich, Weasels Ripped My Flesh, You Are What You Is, Thing-Fish, You Can't Do That on Stage Anymore, Vol. 1, You Can't Do That on Stage Anymore, Vol. 4, You Can't Do That on Stage Anymore, Vol. 5, Ahead of Their Time, Civilization, Phaze III, Läther | Saxofon, perkuse, zpěv                               |
| David Shostac           | 1978–1981, 1996, 2004, 2008                               | Studio Tan, Orchestral Favorites, Tinseltown Rebellion, Läther, QuAUDIOPHILIAc, Joe's Domage, One Shot Deal | Flétna, saxofon                                      |
| Kenneth Shroyer         | 1968, 1972, 1978, 1979, 1981, 1996, 2004, 2007, 2008      | Lumpy Gravy, Waka/Jawaka, The Grand Wazoo, Studio Tan, Orchestral Favorites, Tinseltown Rebellion, Läther, QuAUDIOPHILIAc, Joe's Domage, Wazoo, One Shot Deal | Žestě                                                |
| Jeff Simmons            | 1969–1974, 1988, 1992                                     | Chunga's Revenge, Waka/Jawaka, Roxy & Elsewhere, You Can't Do That on Stage Anymore, Vol. 1, You Can't Do That on Stage Anymore, Vol. 6, Playground Psychotics | Kytara, baskytara, zpěv                              |
| Mark Simone             | 2003                                                      | Halloween | Hlasy                                                |
| Linda Sims              | 1973, 1974, 1997                                          | Over-Nite Sensation, Apostrophe ('), Roxy & Elsewhere, Have I Offended Someone? | Zpěv                                                 |
| Daryl Smith             | 1993, 1994, 1999                                          | The Yellow Shark, Civilization, Phaze III, Everything Is Healing Nicely | Tuba, hlasy                                          |
| Paul Smith              | 1968                                                      | Lumpy Gravy | Klávesy                                              |
| Marshall Sosson         | 1967                                                      | Absolutely Free | Housle                                               |
| Craig Steward           | 1979, 1981, 1983                                          | Joe's Garage, You Are What You Is, The Man from Utopia | Harmonika                                            |
| Sting                   | 1988                                                      | Broadway the Hard Way | Zpěv                                                 |
| Sheridan Stokes         | 1978–1981, 1996, 2004, 2008                               | Studio Tan, Orchestral Favorites, Tinseltown Rebellion, Läther, QuAUDIOPHILIAc, Joe's Domage, One Shot Deal | Flétna, saxofon                                      |
| Wolfgang Stryi          | 1993, 1994, 1999                                          | The Yellow Shark, Civilization, Phaze III, Everything Is Healing Nicely | Dřevěné nástroje                                     |
| Stumuk                  | 1979, 1987                                                | Joe's Garage, Uncle Meat (1987 CD Verze) | Saxofon, hlasy                                       |
| Hilary Sturt            | 1993, 1994, 1999                                          | The Yellow Shark, Civilization, Phaze III, Everything Is Healing Nicely | Viola, hlasy                                         |
| Michael Svoboda         | 1993, 1994, 1999                                          | The Yellow Shark, Civilization, Phaze III, Everything Is Healing Nicely | Pozoun, euphonium, didgeridoo, alphorn, conch, hlasy |

## T
| Jméno                 | Rok(y)                                                          | Spolupráce | Nástroj                  |
| --------------------- | --------------------------------------------------------------- | --- | ------------------------ |
| Ernie Tack            | 1972                                                            | The Grand Wazoo | Žestě                    |
| Mathias Tacke         | 1993, 1994, 1999                                                | The Yellow Shark, Civilization, Phaze III, Everything Is Healing Nicely | Housle                   |
| Thomas J. Tedesco     | 1968                                                            | Lumpy Gravy | Kytara                   |
| Detlef Tewes          | 1993, 1994, 1999                                                | The Yellow Shark, Civilization, Phaze III, Everything Is Healing Nicely | Mandolína                |
| Chester Thompson      | 1973–1975, 1978, 1979, 1988, 1989, 1991, 1996, 2004, 2007, 2008 | Roxy & Elsewhere, One Size Fits All, Bongo Fury, Studio Tan, Sleep Dirt, You Can't Do That on Stage Anymore, Vol. 1, You Can't Do That on Stage Anymore, Vol. 2, You Can't Do That on Stage Anymore, Vol. 3, You Can't Do That on Stage Anymore, Vol. 4, The Lost Episodes, Läther, Frank Zappa Plays the Music of Frank Zappa: A Memorial Tribute, QuAUDIOPHILIAc, The Dub Room Special, One Shot Deal | Bicí                     |
| Randy Thornton        | 1976, 1997, 2004                                                | Sheik Yerbouti, Have I Offended Someone?, QuAUDIOPHILIAc | Zpěv                     |
| Scott Thunes          | 1981–1989, 1991, 1992, 1997, 2002, 2006, 2007, 2008             | Ship Arriving Too Late to Save a Drowning Witch, The Man from Utopia, Them or Us, Thing-Fish, Frank Zappa Meets the Mothers of Prevention, Does Humor Belong in Music?, Uncle Meat (1987 CD Version), Jazz from Hell, Guitar, You Can't Do That on Stage Anymore, Vol. 1, Broadway the Hard Way, You Can't Do That on Stage Anymore, Vol. 3, The Best Band You Never Heard in Your Life, You Can't Do That on Stage Anymore, Vol. 4, Make a Jazz Noise Here, You Can't Do That on Stage Anymore, Vol. 5, You Can't Do That on Stage Anymore, Vol. 6, Have I Offended Someone?, Trance-Fusion, The Dub Room Special, One Shot Deal | Baskytara, klávesy, zpěv |
| Gilma Townley         | 1968, 1994                                                      | Lumpy Gravy, Civilization, Phaze III | Hlasy                    |
| John Townley          | 1968                                                            | Lumpy Gravy | Hlasy                    |
| Bobby Tricarico       | 1978–1981, 1996, 2004, 2008                                     | Studio Tan, Orchestral Favorites, Tinseltown Rebellion, Läther, QuAUDIOPHILIAc, Joe's Domage, One Shot Deal | Fagot                    |
| Arthur Dyer Tripp III | 1968–1970, 1988, 1991, 1992, 1993, 1996                         | Cruising with Ruben & the Jets, Uncle Meat, Burnt Weeny Sandwich, Weasels Ripped My Flesh, You Can't Do That on Stage Anymore, Vol. 1, You Can't Do That on Stage Anymore, Vol. 4, You Can't Do That on Stage Anymore, Vol. 5, Ahead of Their Time, The Lost Episodes | Bicí, perkuse, hlasy     |
| Tina Turner           | 1973, 1974, 1997                                                | Over-Nite Sensation, Apostrophe ('), Have I Offended Someone? | Zpěv                     |

## U
| Jméno          | Rok(y)                                                          | Spolupráce | Nástroj          |
| -------------- | --------------------------------------------------------------- | --- | ---------------- |
| Ian Underwood  | 1967–1976, 1988, 1989, 1991, 1992, 1993, 1996, 2004, 2007, 2008 | We're Only in It for the Money, Cruising with Ruben & the Jets, Uncle Meat, Hot Rats, Burnt Weeny Sandwich, Weasels Ripped My Flesh, Chunga's Revenge, Fillmore East - June 1971, 200 Motels, Just Another Band from L.A., Over-Nite Sensation, Apostrophe ('), Zoot Allures, You Can't Do That on Stage Anymore, Vol. 1, You Can't Do That on Stage Anymore, Vol. 3, You Can't Do That on Stage Anymore, Vol. 4, You Can't Do That on Stage Anymore, Vol. 5, You Can't Do That on Stage Anymore, Vol. 6, Playground Psychotics, Ahead of Their Time, The Lost Episodes, QuAUDIOPHILIAc, Joe's Domage, Wazoo, One Shot Deal | Dřevěné nástroje |
| Ruth Underwood | 1969–1979, 1984, 1988, 1989, 1991, 1992, 1996, 1997, 2007, 2008 | Uncle Meat, Burnt Weeny Sandwich, 200 Motels, Over-Nite Sensation, Apostrophe ('), Roxy & Elsewhere, One Size Fits All, Zoot Allures, Zappa in New York, Studio Tan, Sleep Dirt, Thing-Fish, You Can't Do That on Stage Anymore, Vol. 1, You Can't Do That on Stage Anymore, Vol. 2, You Can't Do That on Stage Anymore, Vol. 3, You Can't Do That on Stage Anymore, Vol. 4, You Can't Do That on Stage Anymore, Vol. 6, The Lost Episodes, Läther, Have I Offended Someone?, The Dub Room Special, Wazoo, One Shot Deal | Perkuse          |

## V
| Jméno           | Rok(y)                                        | Spolupráce | Nástroj                  |
| --------------- | --------------------------------------------- | --- | ------------------------ |
| Steve Vai       | 1981–1989, 1991, 1992, 1997, 2006, 2007, 2008 | Tinseltown Rebellion, Shut Up 'n Play Yer Guitar, You Are What You Is, Ship Arriving Too Late to Save a Drowning Witch, The Man from Utopia, Them or Us, Thing-Fish, Frank Zappa Meets the Mothers of Prevention, Jazz from Hell, Guitar, You Can't Do That on Stage Anymore, Vol. 1, You Can't Do That on Stage Anymore, Vol. 3, You Can't Do That on Stage Anymore, Vol. 4, You Can't Do That on Stage Anymore, Vol. 5, You Can't Do That on Stage Anymore, Vol. 6, Have I Offended Someone?, Imaginary Diseases, Buffalo, The Dub Room Special, One Shot Deal | Kytara, zpěv             |
| David Van Asch  | 1971                                          | 200 Motels | Dirigent                 |
| Don Van Vliet   | 1969, 1975, 1976, 1978, 1984, 1991, 1996      | Hot Rats, One Size Fits All, Bongo Fury, Zoot Allures, Orchestral Favorites, Thing-Fish, You Can't Do That on Stage Anymore, Vol. 4, The Lost Episodes | Harmonika, saxofon, zpěv |
| Jeannie Vassoir | 1966                                          | Freak Out! | Hlasy                    |
| Kin Vassy       | 1973, 1997                                    | Over-Nite Sensation, Have I Offended Someone? | Zpěv                     |
| Henry Vestine   | 2004                                          | Joe's Corsage | Kytara                   |
| Alfred Viola    | 1968                                          | Lumpy Gravy | Kytara                   |
| Mark Volman     | 1970, 1972, 1988, 1989, 1992                  | Chunga's Revenge, Fillmore East - June 1971, 200 Motels, Just Another Band from L.A., You Can't Do That on Stage Anymore, Vol. 1, You Can't Do That on Stage Anymore, Vol. 3, You Can't Do That on Stage Anymore, Vol. 6, Playground Psychotics | Zpěv, kytara             |

## W
| Jméno                  | Rok(y)                                                                | Spolupráce | Nástroj              |
| ---------------------- | --------------------------------------------------------------------- | --- | -------------------- |
| Chad Wackerman         | 1981–1989, 1991, 1992, 1996, 1997, 2006, 2007, 2008                   | Ship Arriving Too Late to Save a Drowning Witch, The Man from Utopia, London Symphony Orchestra, Vol. 1, Them or Us, Thing-Fish, We're Only in It for the Money (1985 Remix), Cruising with Ruben & the Jets (1985 Remix), Frank Zappa Meets the Mothers of Prevention, Does Humor Belong in Music?, Uncle Meat (1987 CD Version), Jazz from Hell, London Symphony Orchestra, Vol. 2, Guitar, You Can't Do That on Stage Anymore, Vol. 1, Broadway the Hard Way, You Can't Do That on Stage Anymore, Vol. 3, The Best Band You Never Heard in Your Life, You Can't Do That on Stage Anymore, Vol. 4, Make a Jazz Noise Here, Uncle Meat (1991 CD Version), You Can't Do That on Stage Anymore, Vol. 5, You Can't Do That on Stage Anymore, Vol. 6, Läther, Have I Offended Someone?, Trance-Fusion, The Dub Room Special, One Shot Deal | Bicí, perkuse        |
| Don Waldrop            | 1978–1981, 1996, 2004, 2008                                           | Studio Tan, Orchestral Favorites, Tinseltown Rebellion, Läther, QuAUDIOPHILIAc, Joe's Domage, One Shot Deal | Žesťové nástroje     |
| Nelcy Walker           | 1969                                                                  | Uncle Meat | Zpěv                 |
| Denny Walley           | 1975–1988, 1991, 1992, 1997, 2003, 2006, 2008                         | Bongo Fury, Joe's Garage, Tinseltown Rebellion, Shut Up 'n Play Yer Guitar, You Are What You Is, Thing-Fish, Guitar, You Can't Do That on Stage Anymore, Vol. 1, You Can't Do That on Stage Anymore, Vol. 4, You Can't Do That on Stage Anymore, Vol. 6, Have I Offended Someone?, Halloween, Trance-Fusion, One Shot Deal | Kytara, zpěv         |
| Caronga Ward           | 1996                                                                  | The Lost Episodes | Baskytara            |
| Johnny "Guitar" Watson | 1975, 1984, 1985, 1997                                                | One Size Fits All, Them or Us, Thing-Fish, Frank Zappa Meets the Mothers of Prevention, Have I Offended Someone? | Kytara, zpěv         |
| Kenneth Watson         | 1966, 1968                                                            | Freak Out!, Lumpy Gravy | Perkuse              |
| Ernie Watts            | 1972                                                                  | The Grand Wazoo | Saxofon              |
| Ellen Wegner           | 1993, 1999                                                            | The Yellow Shark, Everything Is Healing Nicely | Harfa                |
| David Wells            | 1966                                                                  | Freak Out! | Pozoun               |
| Becky Wentworth        | 1968, 1994                                                            | Lumpy Gravy, Civilization, Phaze III | Hlasy                |
| A. West                | 1991                                                                  | The Best Band You Never Heard in Your Life | Hlasy                |
| Robert West            | 1968                                                                  | Lumpy Gravy | Baskytara            |
| Ray White              | 1976–1989, 1991, 1992, 1996, 1997, 2006, 2007, 2008                   | Zappa in New York, Tinseltown Rebellion, Shut Up 'n Play Yer Guitar, You Are What You Is, Ship Arriving Too Late to Save a Drowning Witch, The Man from Utopia, Them or Us, Thing-Fish, Frank Zappa Meets the Mothers of Prevention, Does Humor Belong in Music?, Jazz from Hell, Guitar, You Can't Do That on Stage Anymore, Vol. 1, You Can't Do That on Stage Anymore, Vol. 3, You Can't Do That on Stage Anymore, Vol. 4, You Can't Do That on Stage Anymore, Vol. 5, You Can't Do That on Stage Anymore, Vol. 6, The Lost Episodes, Läther, Have I Offended Someone?, Trance-Fusion, Buffalo, The Dub Room Special, One Shot Deal | Kytara, zpěv         |
| Dietmar Wiesner        | 1993, 1994, 1999                                                      | The Yellow Shark, Civilization, Phaze III, Everything Is Healing Nicely | Flétna               |
| Ueli Wiget             | 1993, 1994, 1999                                                      | The Yellow Shark, Civilization, Phaze III, Everything Is Healing Nicely | Klávesy, harfa       |
| Chuck Wild             | 1984                                                                  | Thing-Fish | Piáno                |
| Kenny Williams         | 1996                                                                  | The Lost Episodes | Zpěv                 |
| Ronald Lloyd Williams  | 1968, 1996                                                            | We're Only in It for the Money, Lumpy Gravy, The Lost Episodes | Zpěv                 |
| Ike Willis             | 1978–1989, 1991, 1992, 1996, 1997, 2003, 2006, 2007, 2008             | Joe's Garage, Tinseltown Rebellion, Shut Up 'n Play Yer Guitar, You Are What You Is, Ship Arriving Too Late to Save a Drowning Witch, The Man from Utopia, Them or Us, Thing-Fish, Frank Zappa Meets the Mothers of Prevention, Does Humor Belong in Music?, Guitar, You Can't Do That on Stage Anymore, Vol. 1, Broadway the Hard Way, You Can't Do That on Stage Anymore, Vol. 3, The Best Band You Never Heard in Your Life, You Can't Do That on Stage Anymore, Vol. 4, Make a Jazz Noise Here, You Can't Do That on Stage Anymore, Vol. 6, The Lost Episodes, Have I Offended Someone?, Halloween, Trance-Fusion, Buffalo, One Shot Deal | Kytara, zpěv, efekty |
| Debbie Wilson          | 1973, 1974, 1997                                                      | Over-Nite Sensation, Apostrophe ('), Roxy & Elsewhere, Have I Offended Someone? | Zpěv                 |
| Terry Wimberly         | 1996                                                                  | The Lost Episodes | Hlasy                |
| Albert Wing            | 1988, 1991, 1992, 2006                                                | Broadway the Hard Way, The Best Band You Never Heard in Your Life, You Can't Do That on Stage Anymore, Vol. 4, Make a Jazz Noise Here, You Can't Do That on Stage Anymore, Vol. 6, Trance-Fusion | Saxofon              |
| John Winter            | 1978–1981, 1996, 2004, 2008                                           | Studio Tan, Orchestral Favorites, Tinseltown Rebellion, Läther, QuAUDIOPHILIAc, Joe's Domage, One Shot Deal | Hoboj, anglický roh  |
| John Wittenberg        | 1978–1981, 1996, 2004, 2008                                           | Studio Tan, Orchestral Favorites, Tinseltown Rebellion, Läther, QuAUDIOPHILIAc, Joe's Domage, One Shot Deal | Housle               |
| Peter Wolf             | 1977–1983, 1988, 1989, 1991, 1992, 1996, 1997, 2003, 2004, 2006, 2007 | Sheik Yerbouti, Joe's Garage, Tinseltown Rebellion, Shut Up 'n Play Yer Guitar, Baby Snakes, Guitar, You Can't Do That on Stage Anymore, Vol. 1, You Can't Do That on Stage Anymore, Vol. 4, You Can't Do That on Stage Anymore, Vol. 6, Frank Zappa Plays the Music of Frank Zappa: A Memorial Tribute, Have I Offended Someone?, Halloween, QuAUDIOPHILIAc, Trance-Fusion, One Shot Deal | Hlasy                |
| Lauren Wood            | 1972                                                                  | The Grand Wazoo | Zpěv                 |
| Paul Woods             | 2005                                                                  | Joe's XMASage | Baskytara            |

## Y
| Jméno         | Rok(y)          | Spolupráce                                        | Nástroj           |
| ------------- | --------------- | ------------------------------------------------- | ----------------- |
| James Youmans | 1978–1979, 1996 | One Size Fits All, Studio Tan, Sleep Dirt, Läther | Baskytara, kytara |
| Graham Young  | 1978, 1996      | Studio Tan, Läther                                | Trubka            |

## Z
| Jméno           | Rok(y)                                         | Spolupráce | Nástroj         |
| --------------- | ---------------------------------------------- | --- | --------------- |
| Ahmet Zappa     | 1981                                           | You Are What You Is | Zpěv            |
| Bobby Zappa     | 1996                                           | The Lost Episodes | Kytara          |
| Carl Zappa      | 1987                                           | Uncle Meat (1987 CD Version) | Hlasy           |
| Dweezil Zappa   | 1984–1986, 1989, 1994                          | Them or Us, Frank Zappa Meets the Mothers of Prevention, Does Humor Belong in Music?, You Can't Do That on Stage Anymore, Vol. 3, Civilization, Phaze III | Kytara, hlasy   |
| Moon Unit Zappa | 1981–1985, 1994, 1997                          | You Are What You Is, Ship Arriving Too Late to Save a Drowning Witch, Them or Us, Frank Zappa Meets the Mothers of Prevention, Civilization, Phaze III, Have I Offended Someone?                                                                             | Zpěv            |
| Allan Zavod     | 1984, 1986, 1988, 1989, 1991, 1992, 1997, 2006 | Does Humor Belong in Music?, Guitar, You Can't Do That on Stage Anymore, Vol. 1, You Can't Do That on Stage Anymore, Vol. 3, You Can't Do That on Stage Anymore, Vol. 4, You Can't Do That on Stage Anymore, Vol. 6, Have I Offended Someone?, Trance-Fusion | Klávesy         |
| Michael Zearott | 1978–1981, 1996, 2004, 2008                    | Studio Tan, Orchestral Favorites, Tinseltown Rebellion, Läther, QuAUDIOPHILIAc, Joe's Domage, One Shot Deal | Piáno, dirigent |
| Tibor Zelig     | 1968                                           | Lumpy Gravy | Housle          |
| Bob Zimmitti    | 1972                                           | The Grand Wazoo | Perkuse         |
| James C. Zito   | 1968                                           | Lumpy Gravy | Trubka          |